# Skin (chanteuse)
 (janvier 2018).
Si vous disposez d'ouvrages ou d'articles de référence ou si vous connaissez des sites web de qualité traitant du thème abordé ici, merci de compléter l'article en donnant les références utiles à sa vérifiabilité et en les liant à la section « Notes et références ».
Pour les articles homonymes, voir Dyer et Skin.
Deborah Dyer, connue sous le nom de scène Skin, est une chanteuse et guitariste britannique, née le 3 août 1967 à Londres, dans le quartier de Brixton. Elle est la chanteuse leader du groupe de rock alternatif britannique Skunk Anansie.
Elle a également une carrière solo, débutée avec l'album Fleshwounds en 2003. À l'occasion de la sortie d'un album compilation, Skunk Anansie s'est reformé et a entamé une tournée en 2009. 

## Biographie

### Skunk Anansie
La carrière musicale de Skin commence avec le groupe Skunk Anansie, formé en 1994, qui fait partie du mouvement du rock alternatif britannique (britrock). Skin, femme au crâne rasé, chanteuse leader du groupe, est alors accompagnée de Ace à la guitare, Cass à la basse et Mark aux percussions. Le groupe sort trois albums dans les années 1990 : Paranoid and Sunburnt, Stoosh et Post Orgasmic Chill, ce dernier étant vendu à plus de 4 millions d'exemplaires dans le monde. Le groupe est surtout connu pour le single Weak, mais a également une série d'autres succès, notamment avec Charity, Hedonism et Charlie Big Potato.
En 2001, le groupe décide de se séparer. Ace réalise un album solo (Still Hungry), Mark remplace le percussionniste du groupe Feeder et Skin poursuit une carrière solo.
Après 8 ans de séparation, le groupe se reforme fin 2009 pour sortir la compilation Smashes & Trashes, reprenant 15 titres auxquels s'ajoutent trois inédits. Les 21, 22 et 24 mai 2010, le groupe fait la première partie du concert du groupe allemand Rammstein au Kindl-Bühne Wuhlheide. Puis Skunk Anansie commence une tournée européenne le 13 novembre 2010 à Manchester.
Le groupe sort ensuite trois nouveaux albums dans les années 2010 : Wonderlustre, Black Traffic et Anarchytecture.

### Carrière solo
Après la séparation de Skunk Anansie en 2001, Skin réalise son premier album solo, Fleshwounds, qui sort en 2003. L'album n'ayant pas le même ton que ceux de Skunk Anansie, il déroute certains fans du groupe. Il n'obtient pas un véritable succès en Grande-Bretagne, excepté trois singles extraits de cet album : Trashed, Faithfulness et Lost (ce dernier formant un double single avec Getting Away With It). Ailleurs en Europe, le succès de l'album est plus grand : en Allemagne il est classé no 18 et en Italie no 6. En défilant pour le couturier italien Gianfranco Ferré, Skin augmente d'ailleurs sa notoriété dans ce pays.
Après avoir réalisé Fleshwounds, Skin donne plusieurs concerts solo à travers l'Europe. Elle accompagne la tournée européenne de Robbie Williams et la tournée mondiale de Placebo. 
Après ces tournées, elle enregistre son second album solo, Fake Chemical State, sorti en mars 2006. Cette sortie est précédée d'un nouveau single, Just Let The Sun, le 20 février 2006. Le premier single de cet album, Alone In My Room, est offert le 7 novembre 2005 en téléchargement. Le troisième single est Purple, la chanson préférée de Skin sur ce deuxième album, selon ses propos.

### Vie personnelle
Skin est ouvertement bisexuelle. En 2013 elle contracte un partenariat civil avec Christiana Wyly, fille du millionnaire américain Sam Wyly (en). Elles se séparent en 2015. En septembre 2020, elle annonce son futur mariage avec Rayne Baron (en) sur Twitter. Depuis le référendum sur la sortie du Royaume-Uni de l'Union européenne en 2016, elle s'est prononcée publiquement contre le Brexit.

## Discographie

### Albums

#### Avec Skunk Anansie
- 1995 : Paranoid and Sunburnt
- 1996 : Stoosh
- 1999 : Post Orgasmic Chill
- 2010 : Wonderlustre
- 2012 : Black Traffic
- 2016 : Anarchytecture

#### Solo
- 2003 : Fleshwounds (édition originale)
- Fleshwounds (réédition)[Quand ?]
- 2006 : Fake Chemical State

### Singles

#### Avec Skunk Anansie
- Little Baby Swastikkka (1995, sortie limitée)
- Selling Jesus (mars 1995)
- I Can Dream (juillet 1995)
- Charity (septembre 1995)
- Weak (janvier 1996)
- All I Want (septembre 1996)
- Twisted (Everyday Hurts) (novembre 1996)
- Hedonism (Just Because You Feel Good) (février 1997)
- Brazen (Weep) (juin 1997)
- Charlie Big Potato (mars 1999)
- Secretly (mai 1999)
- Lately (août 1999)
- You'll Follow Me Down (octobre 1999)
- Tear the Place Up	(juillet 2009)
- Because of You (septembre 2009)
- Squander (novembre 2009)
- My Ugly Boy (août 2010)
- Over the Love / Talk Too Much (novembre 2010)
- You Saved Me (février 2011)
- I Believed in You (septembre 2012)
- I Hope You Get to Meet Your Hero (octobre 2012)
- Love Someone Else (décembre 2015)

#### Solo
- Trashed (juin 2003)
- Faithfulness (septembre 2003)
- Lost & Getting Away With It - Double A-Side (2003)
- Alone In My Room (novembre 2005 - téléchargement)
- Just let the sun
- Purple
- Nothing but
- Tear Down These Houses (2008, bande originale du film italien Parlami d'amore de Silvio Muccino)
- Renaissance (générique de la série Les Médicis : Maîtres de Florence)

### Participations
- 1995 apparition en live dans le film Strange Days de Kathryn Bigelow et participation à la bande originale (Selling Jesus, Feed)
- Voix sur Carmen Queasy de Maxim Reality (The Prodigy) 2000 album solo, Hell's Kitchen
- Voix sur Licking Cream du deuxième album de Sevendust, Home
- Voix sur Good Times par Ed Case[Qui ?]
- Contribution aux voix de Still Standing (Unity – album officiel des Jeux olympiques d'Athènes de 2004)
- Voix sur Kill Everything (bande originale du film L'Empire des loups)
- Contribution vocale sur La Canzone Che Scrivo Per Te dans l'album Che Cosa Vedi par Marlène Kuntz.
- Contribution vocale sur Stagnioni d'amore (Strangers in Love) sur la bande originale du film italien Rent[Quoi ?]
- Voix sur Meat de l'album de Tony Iommi Iommi
- Voix sur Comfort of Strangers (bande originale du film Timecode de Mike Figgis, 2000)
- Contribution au single It's Only Rock and Roll[Quoi ?]
- Voix sur You can't find Peace sur la bande originale du film La Princesse et le Guerrier (film réalisé par Tom Tykwer, 2000)
- Voix sur la reprise de Army of Me de Björk et voix sur le titre Search & Destroy de la bande originale du film de Sucker Punch de Zack Snyder

## Filmographie
- 2002 : Hideous Man (court métrage) de John Malkovich
- 2015 : Andròn: The Black Labyrinth de Francesco Cinquemani : Anita